# Batalla del Molino del Ciego
Desarrollada en el lugar llamado Molino del Ciego, donde ahora se levanta el pueblo de Rafael, el 14 de enero de 1657. Los contendientes eran: las fuerzas del capitán Pedro Gallegos, que mandaba 200 españoles, fortificados en una loma y los indios araucanos, en número de 1000 capitaneados por el mestizo Alejo. Estos rodearon completamente a los soldados españoles atacando por una parte de frente la posición española mientras mandaba destacamentos por la retaguardia para desbocar a los caballos que les eran inútiles a los españoles en esa posición, saliendo del cerco solamente el soldado Juan Fernández Astudillo, a pedir socorro a Conuco, y el resto siguió peleando, sucumbiendo en la pelea. Al día siguiente, cuando llegaron los refuerzos, encontraron a los muertos. Entre ellos se encontraba el capitán Gallegos, quien falleció a causa de sus heridas junto a otros 190 españoles muertos o capturados.